# Bernd Kaintz
Bernd Kaintz (* 27. März 1980 in Eisenstadt) ist ein ehemaliger österreichischer Fußballspieler.

## Karriere
Bernd Kaintz wurde am 27. März 1980 in Eisenstadt geboren und begann seine Vereinskarriere als Fußballspieler in den 1980er Jahren beim FC Jois. Von diesem wechselte er 1990 weiter zum ein Jahr zuvor gegründeten SC Frauenkirchen. Nach zwei Jahren im Nachwuchs von Frauenkirchen wechselte er im Sommer 1992 weiter in die Jugendabteilung des SV Halbturn und von dieser 1994 ans BNZ Burgenland. Von hier schaffte er 1998 den Sprung zum Bundesligisten Grazer AK. Hier wurde er vorrangig bei den Amateuren in der steirischen Landesliga eingesetzt, kam aber auch zu vereinzelten Einsätzen im Profiteam. 2002 wechselte er dann zur SV Mattersburg, bei der er lange Zeit einen Stammplatz im rechten Mittelfeld hatte, diesen jedoch an Cem Atan verlor. Im Winter 2006 erfolgte der Wechsel zum SC-ESV Parndorf 1919 in die zweitklassige Erste Liga. Nach dem Abstieg des SC-ESV Parndorf 1919 wechselte er nach Kärnten, wo er ab Sommer 2008 zwei Jahre beim Regionalligisten WAC/St. Andrä, einer Spielgemeinschaft, aktiv war. 2010 ging er in die Regionalliga Ost zum SC Ritzing, nach einem halben Jahr wechselte er zur zweiten Mannschaft von Rapid Wien. Von 2012 bis 2015 spielte er für den UFC Purbach im Burgenland und schloss sich danach seinem Heimatverein, dem SC Frauenkirchen, an. Bei diesem beendet er im Sommer 2020 nach fünf Spielzeiten seine Karriere als Aktiver.
Seit Juni 2013 ist Kaintz im Besitz der ÖFB-D-Trainerlizenz und trainierte um diese Zeit einige Jahre den Nachwuchs des UFC Purbach.
Heute (Stand: 2025) ist Kaintz als Kundenberater bei der Wiener Städtischen in Neusiedl am See tätig.